# Saint-Saire
Saint-Saire – miejscowość i gmina we Francji, w regionie Normandia, w departamencie Sekwana Nadmorska.
Według danych na rok 1990 gminę zamieszkiwało 418 osób, a gęstość zaludnienia wynosiła 31 osób/km² (wśród 1421 gmin Górnej Normandii Saint-Saire plasuje się na 517. miejscu pod względem liczby ludności, natomiast pod względem powierzchni na miejscu 187.).